# フランク・パーカー
フランク・パーカー（Frank Parker, 1916年1月31日 - 1997年7月24日）は、アメリカ・ウィスコンシン州ミルウォーキー出身の男子テニス選手。主に1940年代に活躍し、全米選手権で1944年・1945年、全仏選手権で1948年・1949年にそれぞれ男子シングルス2連覇を達成した選手である。男子ダブルスでも3勝があり、1949年にはパンチョ・ゴンザレスとパートナーを組んで全仏選手権・ウィンブルドン選手権の4大大会2連勝を記録した。両親がポーランド人であったことから、カトリック教会の洗礼名として Franciszek Andrzej Paikowski （フランチシェク・アンジェイ・パイコフスキ）と名づけられたが、英語の読み方で Frank Andrew Parker （フランク・アンドリュー・パーカー）と名乗った。

## 来歴
パーカーのテニスは、バックサイド（右利きの選手の場合、テニスコートの左側）から放つグラウンド・ストロークをはじめ、正確なサービスとボール・コントロールなど、粘り強さと安定感を持ち味にした。身長174cm、体重66kgほどのすらりとした体格で、試合中に感情を表に出すことは少なかったという。彼は1932年から1949年まで、17年間「全米男子テニスランキング」のトップ10位以内を維持し、全米選手権で2連覇した1944年と1945年に全米1位の座についた。全仏選手権で初優勝した1948年には、当時の世界ランキング1位に選ばれた。
フランク・パーカーは1932年、16歳の時に全米選手権初出場を果たし、ジョージ・ロットとの3回戦まで勝ち進んだ。翌1933年、17歳のパーカーはフランク・シールズとペアを組んで男子ダブルス決勝に初進出し、ロットとレスター・ストーフェンの組に敗れて準優勝になった。1937年から男子テニス国別対抗戦・デビスカップのアメリカ代表選手に選ばれる。彼のデ杯デビュー戦となった「アメリカン・ゾーン」準決勝の対日本戦で、パーカーは山岸二郎と中野文照の両選手を圧倒した。アメリカ・チームは順調に勝ち進み、1933年からデ杯4連覇中だったイギリスと「ワールドグループ」決勝で対戦した。この決勝戦でパーカーとドン・バッジ、ジーン・マコの3人が「4勝1敗」でアメリカ・チームに優勝をもたらし、イギリスのデ杯5連覇を阻止した。アメリカのデ杯奪還に貢献した年は、ウィンブルドン選手権でも初出場でベスト4進出があったが、これは彼が戦前に出場した唯一の海外試合である。
1939年のデビスカップ決勝は、第2次世界大戦勃発のただ中で行われた。9月2日-5日に行われたオーストラリアとの決勝戦で、先にボビー・リッグスとパーカーが第1・第2試合のシングルス戦を取ったが、第3試合のダブルス戦で、オーストラリアのエイドリアン・クイストとジョン・ブロムウィッチ組がアメリカペアのジョー・ハントとジャック・クレーマー組に 5-7, 6-2, 7-5, 6-2 で勝ち、ここで流れが変わった。クイストがリッグスを第4試合で破り、決勝は最終第5試合にもつれたが、ここでパーカーがブロムウィッチに 0-6, 3-6, 1-6 で完敗したため、アメリカはオーストラリアに「2勝3敗」で逆転負けした。（第2次世界大戦の勃発は、ヒトラーがポーランド侵攻を開始した9月1日である。）世界大戦勃発により、デビスカップやウィンブルドン選手権などのテニス競技大会は開催中止となったが、全米選手権だけは戦時中も続行された。パーカーは戦時中の全米選手権で、1943年の男子ダブルスと1944年・1945年の男子シングルスに優勝する。戦時中はアメリカ陸軍の空軍部軍曹として“Sgt. Parker”（パーカー軍曹：Sgt. ＝ Sergeant の略）と呼ばれた。
戦時中の全米選手権で、パーカーは1942年に初めて男子シングルス決勝進出を決めた。最初のチャンスではテッド・シュローダーに 6-8, 5-7, 6-3, 6-4, 2-6 で敗れ、ここで準優勝者になる。1943年にはジャック・クレーマーとペアを組み、男子ダブルスで初優勝した。1944年と1945年の男子シングルス決勝で、パーカーは2年連続でビル・タルバートを破り、大会2連覇を達成した。戦時中のアメリカ男子テニス界では、どの選手も軍務に就きながら全米選手権に出場していたが、1943年の男子シングルス優勝者ジョー・ハントのように戦死した人もいた。1945年に第2次世界大戦が終結した後、パーカーは1947年に2年ぶり4度目の全米男子シングルス決勝に進出したが、最後はクレーマーに 6-4, 6-2, 1-6, 0-6, 3-6 の逆転で敗れ、全米男子決勝では「2勝2敗」で終わった。
1948年、フランク・パーカーは終戦後初めての海外遠征に出る。初出場の全仏選手権で、パーカーは男子シングルス決勝でヤロスラフ・ドロブニー（チェコスロバキア）を 6-4, 7-5, 5-7, 8-6 で破り、遠いフランスの地で初優勝を飾った。全仏選手権初優勝時の年齢「32歳4ヶ月」は、当時の男子シングルス最年長優勝記録であった。この年は全米選手権の男子ダブルスでテッド・シュローダーとペアを組み、ガードナー・ムロイ＆ビル・タルバート組に敗れた準優勝がある。1949年の全仏選手権で、パーカーは男子シングルス2連覇と男子ダブルス初優勝を決め、33歳4ヶ月で単複2冠を獲得した。男子ダブルスでペアを組んだパンチョ・ゴンザレスとは、続くウィンブルドン選手権でも優勝し、2人は4大大会男子ダブルス2連勝を達成した。パーカーは自身唯一のウィンブルドン・タイトルを、ゴンザレスとのダブルスで獲得したのである。1949年全米選手権を最後に、パーカーは33歳で「プロテニス選手」に転向する。彼は17年間「全米テニスランキング」で10位以内を守り通し、アメリカ男子テニスの歴史に大きな足跡を残した。
1966年に国際テニス殿堂入り。1968年、52歳になったパーカーは19年ぶりに「全米オープン」への出場を決め、同大会の歴史を通じて最年長出場者の記録をつくった。本人の言葉によれば「新時代の“全米オープン”の一員になりたかったから、楽しむためにエントリーした」という。その試合では、1回戦でアーサー・アッシュに 3-6, 2-6, 2-6 で敗れた。第2次世界大戦の前後をまたぎ、息の長いテニス経歴を築いたフランク・パーカーは、1997年7月24日にカリフォルニア州サンディエゴにて81歳の生涯を閉じた。

## 4大大会優勝
- 全仏選手権　男子シングルス：2勝（1948年・1949年）／男子ダブルス：1勝（1949年）
- ウィンブルドン選手権　男子ダブルス：1勝（1949年）
- 全米選手権　男子シングルス：2勝（1944年・1945年）／男子ダブルス：1勝（1943年）　［男子シングルス準優勝2度：1942年・1947年／男子ダブルス準優勝2度：1933年・1948年］

| 年     | 大会       | 対戦相手               | 試合結果           |
| ------ | ---------- | ---------------------- | ------------------ |
| 1944年 | 全米選手権 | ビル・タルバート       | 6-4, 3-6, 6-3, 6-3 |
| 1945年 | 全米選手権 | ビル・タルバート       | 14-12, 6-1, 6-2    |
| 1948年 | 全仏選手権 | ヤロスラフ・ドロブニー | 6-4, 7-5, 5-7, 8-6 |
| 1949年 | 全仏選手権 | バッジ・パティー       | 6-3, 1-6, 6-1, 6-4 |